# Lilja Jurjewna Brik

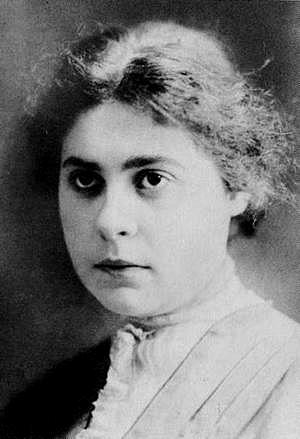
Lilja Brik (ca. 1915)

Lilja Jurjewna Brik (russisch Лиля Юрьевна Брик; * 30. Oktoberjul. / 11. November 1891greg. in Moskau als Lilja Kagan, Лиля Каган; † 4. August 1978 in Peredelkino bei Moskau) war eine sowjetische Regisseurin und Bildhauerin. Sie war die Schwester Elsa Triolets, verheiratet mit Ossip Brik und die Geliebte Wladimir Majakowskis. Pablo Neruda bezeichnete sie als „die Muse der Russischen Avantgarde“.

## Leben
Lilja Kagan kam aus einer jüdischen Moskauer Intellektuellenfamilie. Ihr Vater war Rechtsanwalt, ihre Mutter Musiklehrerin. Als Kind wurde sie privat unterrichtet und sprach neben russisch und jiddisch fließend deutsch und französisch, später studierte sie Kunst und Architektur am Moskauer Architektur-Institut.
Schon früh fanden Lilja und ihre jüngere Schwester Elsa Kagan, die später in Frankreich den Schriftsteller Louis Aragon heiratete, Zugang zu den kulturellen Zirkeln von Moskau und Sankt Petersburg. Die Schwestern wurden von Malern und Fotografen wie Dawid Burljuk, Alexander Rodtschenko, Fernand Léger, Henri Matisse und Marc Chagall porträtiert.
Am 26. Februar 1912 heiratete Lilja Kagan in Moskau den Dichter und Literaturkritiker Ossip Brik. Das Paar zog nach Lewaschowo, einen Vorort von Sankt Petersburg. Dort lernte sie im Juni 1915 einen Verehrer ihrer Schwester Elsa, den 21-jährigen futuristischen Dichter Wladimir Majakowski, kennen. Sie verliebten sich ineinander und führten eine Beziehung, auch wenn Lilja weiterhin mit Ossip Brik lebte. Beginnend mit seinem Gedichtband Wolke in Hosen (Облако в штанах), dessen Veröffentlichung Ossip Brik 1915 finanzierte, waren Majakowskis Gedichte häufig Lilja Brik gewidmet und von ihr inspiriert. 1918 schrieb Majakowski das Drehbuch zu einem Stummfilm, Vom Film gefesselt (Закованная фильмой), in dem er und Lilja Brik die Hauptrollen spielten.
Während der Oktoberrevolution lebten die Briks weiter in Petrograd, wie St. Petersburg nun hieß, im Juni 1920 zogen sie dann zurück nach Moskau. Ihre Wohnung wurde zu einem zentralen Begegnungsort der russischen Avantgarde, in der Kulturschaffende wie Majakowski, Rodtschenko, Boris Pasternak, Maxim Gorki, Sergei Eisenstein, Kasimir Malewitsch, Juri Tynjanow, Wsewolod Meyerhold und viele andere ein und aus gingen. Lilja und Ossip Brik gehörten zu den aktivsten Förderern des russischen Formalismus und Futurismus in Kunst, Literatur, Theater und Film.
Ihr Mann Ossip Brik fand eine Festanstellung bei der Geheimpolizei, die zunächst Tscheka, dann GPU hieß, als „Rechtskonsultant“. Wie erst nach Öffnung der Archive in den 1990er Jahren bekannt wurde, führte die GPU unter der Nummer 15073 Lilja Brik als Informantin. Sie bezeichnete den GPU-Offizier Jakow Agranow, der für die Kontrolle der Literaten zuständig war, als ihren Freund. Boris Pasternak meinte später dazu: „Die Wohnung der Briks war im Grunde nichts anderes als eine Abteilung der Moskauer Polizei“ – womit er die GPU meinte.
1922/23 unternahm das Ehepaar Brik gemeinsam mit Majakowski eine Reise nach Deutschland, sie verbrachten mehrere Wochen in Berlin und besuchten Wassily Kandinsky am Bauhaus in Weimar. Nach den Berichten von Zeitzeugen hatte Lilja Brik im Auftrag der GPU darauf zu achten, dass Majakowski sich von Schriftstellern der russischen Emigration und der in Berlin erscheinenden russischen Exilpresse fernhält.
1926 drehte Lilja Brik einen Dokumentarfilm, Juden auf dem Land (Евреи на земле) über jüdische Kolchose auf der Krim. Das Drehbuch schrieb sie gemeinsam mit Majakowski und Wiktor Schklowski. Es folgte eine halbdokumentarische Parodie auf das „bourgeoise Kino“ unter dem Titel Das Glasauge (Стеклянный глаз, 1928/29). Wiederholt bat sie den Geheimdienstakten zufolge Agranow, über die Geheimpolizei dafür zu sorgen, dass Majakowski kein Visum mehr für Reisen nach Westeuropa bekommt, da sie befürchtete, dieser wolle im Exil bleiben.
Im Februar 1930 ließen sich Lilja und Ossip Brik scheiden. Während eines Berlin-Aufenthalts erfuhr sie durch ein Telegramm Agranows  im April 1930 vom Selbstmord Majakowskis, den sie nach eigener Aussage vorher bereits zweimal vom Suizid abhalten konnte.  Im November 1930 heiratete sie den General der Roten Armee Witali Primakow. Dieser nahm im Rahmen der geheimen militärischen Zusammenarbeit zwischen dem Deutschen Reich und der Sowjetunion 1931/32 an einer Führergehilfenausbildung in Berlin teil, seine Frau begleitete ihn. 1937 fiel Primakow dem Großen Terror zum Opfer: Er wurde mit anderen Militärführern, darunter Marschall Michail Tuchatschewski, in einem geheimen Militärgerichtsprozess verurteilt und hingerichtet.
Berühmt wurde Lilja Briks Brief an Stalin im Jahr 1935, den sie ihm über den mittlerweile zum stellvertretenden Chef des Geheimdienstes NKWD aufgestiegenen Agranow zukommen ließ. Darin beklagte sie die Vernachlässigung von Majakowskis poetischer Hinterlassenschaft. Stalin wies daraufhin Nikolai Jeschow, den zweiten Vizechef des NKWD, an, für die Herausgabe einer Majakowski-Gesamtausgabe und die Behandlung seiner Werke im Schulunterricht zu sorgen.  Auch später hielt Stalin seine schützende Hand über Lilja Brik, indem er ihren Namen (dem Historiker Roy Medwedew zufolge) persönlich von einer der Todeslisten Jeschows strich, der von 1936 bis zu seiner Liquidierung 1938 an der Spitze des NKWD stand.
1938 heiratete Lilja Brik den Schriftsteller und Literaturkritiker Wassili Abgarowitsch Katanjan, mit dem sie den Rest ihres Lebens verbrachte. Auch das Haus der Katanjans war in den 1950er und 1960er Jahren ein Treffpunkt der jungen Moskauer Literatur-, Film- und Kunstszene. Lilja Brik spielte eine wichtige Rolle als Förderin junger Künstler wie Andrei Wosnessenski und Sergei Paradschanow.
Wie erst durch Publikationen zu Beginn des 21. Jahrhunderts bekannt wurde, hat Lilja Brik in den 1970er Jahren ihren Einsatz für die Geheimpolizei bedauert. Anlass war das Erscheinen der Dokumentation Der Archipel Gulag des Dissidenten Alexander Solschenizyn im Westen. Lilja Brik habe damals geäußert, für sie seien die Tschekisten „heilige Leute“ sowie „gute Freunde“ gewesen, denen sie gelegentlich „einen kleinen Gefallen“ getan habe.
1978, im Spätstadium einer unheilbaren Krankheit, beging Lilja Brik Selbstmord mit Schlaftabletten. Da sie verfügt hatte, nicht begraben zu werden, verstreuten ihre Freunde ihre Asche wunschgemäß in der Nähe Moskaus an einer Flussbiegung und setzten an dieser Stelle einen Felsbrocken, den sie mitgebracht hatten.

## Spekulationen über Ménage à trois
Die angebliche Dreiecksbeziehung zwischen Lilja Brik, ihrem Mann Ossip Brik sowie Majakowski ist Gegenstand zahlreicher Spekulationen. Lilja Brik selbst hielt in ihren Aufzeichnungen fest, dass sie schon mehr als ein Jahr keinerlei intime Beziehungen mit ihrem Mann Ossip Brik gehabt habe, als ihr Verhältnis mit Majakowski begann. Zwar bekannte sie in den letzten Jahren ihres Lebens immer wieder, sie habe nur Majakowski geliebt.  Aus ihren eigenen Aufzeichnungen geht aber laut der von ihrem letzten Mann Wassili Katanjan verfassten Biografie eindeutig hervor, dass sie die sexuelle Beziehung mit Majakowski 1925 beendet habe. Dieser hatte ihr nach der Rückkehr von seiner großen Reise in die USA gestanden, dort eine Affäre gehabt zu haben.
Katanjan berichtete unter Berufung auf seine Gespräche mit ihr, ihre Beziehung zu Majakowski sei einseitig gewesen: Er habe sie geliebt, sie aber dieses Gefühl nicht erwidert, habe ihn aber gern bei Auslandsreisen begleitet. Als ihre einzige wahre Liebe habe sie Ossip Brik bezeichnet. Doch dieser sei an ihr wie auch anderen Frauen physisch nicht interessiert gewesen. Nach den Worten Katanjans war es für sie selbstverständlich gewesen, mit einem Mann, der ihr gefiel, die Nacht zu verbringen.  Aus den Aufzeichnungen von Zeitzeugen geht hervor, dass auch der GPU-Offizier Agranow zu ihren Liebhabern gezählt wurde.
Ihr erster Mann Ossip Brik blieb stets an ihrer Seite: Er bekam in Primakows Wohnung ein Zimmer wie auch später bei Katanjan.

## Werke
- Lilja Brik: Schreib Verse für mich. Erinnerungen an Majakowski und Briefe. Herausgegeben von Wassili Katanjan. Übersetzt von Ilse Tschörtner. Verlag Volk und Welt, Berlin 1991, ISBN 3-353-00874-8.
- Bengt Jangfeldt (Hrsg.): В.В. Маяковский и Л. Ю. Брик, переписка 1915–1930 (= Stockholm studies in Russian literature; 13). Almqvist & Wiksell International, Stockholm 1982, ISBN 978-91-22-00575-9. Kniga, Moskau, 1991, ISBN 5-212-00601-5 (V.V. Majakovskij i L. Ju. Brik : perepiska 1915–1930; Briefwechsel zwischen Majakowski und Lilja Brik 1915–1930).
  - Bengt Jangfeldt (Hrsg.): Vladimir Mayakovsky : love is the heart of everything : correspondence between Vladimir Mayakovsky and Lili Brik 1915–1930. Polygon, 1986, ISBN 978-0-948275-04-3.
- Anatolij Waljuschenitsch (Анатолий Валюженич): Пятнадцать лет после Маяковского. (Kabinetnij Utschenij) Кабинетный ученый, Moskau/Jekaterinburg 2015, ISBN 978-5-7525-2923-8 (Briefwechsel zwischen Lilja und Ossip in zwei Bänden: Bd. 1: 1930–1937, Bd. 2: 1938–1945).